# The Boys of the Old Brigade
The Boys of the Old Brigade är en irländsk rebellsång skriven 1966 av Paddy McGuigan om Irländska republikanska armén i Irländska frihetskriget (1919–1921), och årsdagen för påskupproret.

## Text
Låten beskriver en krigsveteran från påskupproret som berättar en om sina gamla kamrater i IRA. Varje refräng slutar med den irländska språkfrasen "a ghrá mo chroí (mitt hjärtas kärlek), I long to see, the Boys of the Old Brigade".
Oh, father why are you so sad

On this bright Easter morn’

When Irish men are proud and glad

Of the land that they were born?

Oh, son, I see in mem’ries few

Of far off distant days

When being just a lad like you

I joined the IRA

Where are the lads that stood with me

When history was made?

A Ghra Mo Chroi, I long to see

The boys of the old brigade

From hills and farms a call to arms

Was heard by one and all

And from the glen came brave young men

To answer Ireland’s call

‘T wasn’t long ago we faced a foe

The old brigade and me

And by my side they fought and died

That Ireland might be free

Where are the lads that stood with me

When history was made?

A Ghra Mo Chroi, I long to see

The boys of the old brigade

And now, my boy, I’ve told you why

On Easter morn’ I sigh

For I recall my comrades all

And dark old days gone by

I think of men who fought in glen

With rifle and grenade

May heaven keep the men who sleep

From the ranks of the old brigade

Where are the lads that stood with me

When history was made?

A Ghra Mo Chroi, I long to see

The boys of the old brigade

## Kontrovers
2006 meddelade Celtic FC:s verkställande direktör Peter Lawwell att han skämdes över de "kränkande" sånger som stödjer Provisoriska IRA. 2007 föreslog Celtics ordförande Brian Quinn att sången inte platsade i Celtic Park.